# Пудинг стікі-тофі
«Пудинг стікі-тофі», також відомий  як липкий фініковий пудинг в Австралії та Новій Зеландії — це британський десерт з просоченого бісквітного тіста, приготованого з дрібно нарізаних фініків та покритий карамельним соусом. Для подачі страви використовують заварний крем або ванільне морозиво. Кулінарні експерти вважають його класичним британським десертом, проте сучасна страва виникла лише в середині XX століття.

## Походження
Походження фінікового пудингу спірне. Власники кількох пабів, серед яких «Gait Inn» у Міллінгтоні та «Udny Arms Hotel» у Ньюбурзі, стверджують про винайдення страви до її популяризації в 1970-х роках.
Френсіс Коулсон та Роберт Лі склали рецепт пудингу з фініків та подали його в готелі «Sharrow Bay Country House» (графство Камбрія) в 1970-х роках. Харчовий критик Саймон Хопкінсон підтверджує, що Коулсон отримав рецепт від Патріції Мартін з округу Клотон. Проте жінка спершу отримала рецепт від двох офіцерів військово-повітряних сил Канади, які мешкали в її готелі під час Другої світової війни. 
Власники продуктового кіоску в Картмелі та Камбрії розробили свою версію фінікового пудингу у 1989 році. Завдяки первинному рецепту (1984 р.), десерт можна було розігріти в печі. Їхня страва стала широко поширеною, і наприкінці 1990-х років продавалася в універмагах по всій Великій Британії. Деякі роздрібні продавці і досі продають фініковий пудинг, який можна куштувати вдома.

## Складники та подача
Пудинг стікі-тофі складається з двох головних компонентів. Основою є просочений бісквіт з дрібно нарізаними фініками. Пухкий бісквітний корж має консистенцію, схожу на мафін, тоді як тісто традиційного британського бісквіту густе, з додаванням горіхів або прянощів, такими як гвоздика. Карамельний соус є важливим елементом страви. Його готують з густих подвійних вершків та темного цукру. Пропорції можна регулювати відповідно до рецепта.
Десерт часто подають із заварним кремом або ванільним морозивом, оскільки ванільний присмак доповнює насичений смак пудингу. Проте страву також можна подавати з вершками малої жирності.